# Thesium italicum
Thesium italicum är en sandelträdsväxtart som beskrevs av A. Dc.. Thesium italicum ingår i släktet spindelörter, och familjen sandelträdsväxter. Inga underarter finns listade i Catalogue of Life.